# M理論入門
簡單的說，M理論給出了一種宇宙基本物質的想法。截至2022，科學界尚未給出任何實驗證據來支持M理論能用來描述真實世界。即使M理論尚未有一個完善的數學表述，它依舊是「萬有理論」的有利競爭者，即它可以把重力與其它的力，如電磁力等整合。M理論旨在以合理的數學方式統合量子力學與廣義相對論下的重力。相較之下，其它理論如迴圈量子重力被物理學家、研究員與學生認為是較不優雅的，因為它將重力與其他基本力（如電磁力等）完全分開。

## 背景
在20世紀的早期，長久以來被視為是建構物質最小單元的原子被證實包含更多構成元素，分別是質子、中子和電子，它們被稱為次原子粒子。在1960年代，其他次原子粒子開始被發現。1970年代時，質子、中子以及其他強子被發現他們是由更小的粒子夸克所構成。而標準模型是一套用來描述這些粒子交互作用的規則。
1980年代，一個更新的理論物理學數學模型，弦論誕生了。它展示了所有已知各種的次原子粒子都可以被一種假想的、一維的「弦」所構成。「弦」是一種無限小的構成單元，只有長度，而沒有高度或寬度。
為了使弦論在數學上有一致性,弦必須位在一個具有十個維度的宇宙中。然而，我們所處的宇宙只有四個維度：三個空間維度（長度、寬度、高度）以及一個時間維度，這貌似存在著矛盾。為了「拯救」他們的理論，弦論學家解釋說其他六個維度是無法被直接測量的；這個說法依靠一個複雜的數學物件，卡拉比-丘流形來解釋。維度數後來又增加到十一維，因為對於十維理論的不同解釋都會指向五個部分理論。在建立第十一個維度上，超引力理論也負責了十分重要的部分。
這些「弦」會在各個維度振動，並且依照他們的振動方式，他們在三維空間可能會以物質、光或重力的形式被觀測。振動方式決定了他們以物質或能量形式存在，並且所有形式的物質與能量都是弦振動的結果。
因為不同版本的等式不斷出現，弦論被認為遭遇到了瓶頸。最終，五個主要的弦理論被建立了。各理論最大的差異在於弦在多少維度中振動，以及弦的特徵（如有些弦具開口，有些弦是封閉的，等）。並且，所有的理論都是可利用的。對於五個看似相互矛盾的等式組能用來描述同一件事，多數科學家感到不舒服。
1995年，一場舉辦在南加州大學弦論會議上的演講中，普林斯頓高等研究院的愛德華·威滕認為，弦論的五個不同版本應該是以不同角度來對同一件事進行解釋。 他提出一個統一理論，稱作「M理論」，其中的「M」並沒有被特別定義，不過通常被視為代表「膜（membrane）」。不過，「矩陣（matrix）」、「大師（master）」、「母親（mother）」、「怪物（monster）」、「神秘（mystery）」以及「魔法（magic）」等字也有被宣稱過。M理論將所有弦理論納在一起，它藉由將弦視為一個在11維度的時空中振動的二維膜上的一維切片來達成此舉。更高維物體（如在三維中振動的水滴或球，甚至是更多維度）的振動是M理論中重要的一環， 不過，對於膜的基本理論尚在發展中。相對於在經典物理學中的一點、弦論中的一維弦，以及M理論中的二維膜，高維物體更難進行數學運算。

## 地位
M理論尚不完善，但其數學方式已經有了十分詳盡的發展。不過，至今為止尚無實驗證據能支持M理論。基於一些更基本的議題，部分物理學家對於M理論是否能指向一個描述真實世界的物理理論保持著懷疑態度。
不過，因為其數學上的優雅與相對的簡易性，一些宇宙物理學家被M理論所吸引，因為他們期待著有個簡單的方法來描述整個宇宙。
M理論能吸引如此多興趣的原因包括其自然的預測了重力子（一個自旋-2的粒子，被假設來產生重力）的存在。除此之外，M理論也預測了類似黑洞蒸發的現象。其他一同角逐統一理論的對手，如漸進安全性重力、E8理論、非交換幾何及因果費米子系統 ，都沒有展現出數學一致性。另一個重力量子化的方式是迴圈量子重力，但它並不是一個統一理論。許多物理學家認為，相較於M理論，迴圈量子重力較不具優雅性，因為它認為重力與其它的基本力是不同的。

## 延伸閱讀
- Greene, B. . W·W·諾頓公司. 1999. ISBN 978-0-375-70811-4.
- Greene, B. . 克諾夫出版社. 2004. Bibcode:2004fcst.book.....G. ISBN 978-0-375-41288-2.
- Miemic, A.; Schnakenburg, I. . 德國物理學會. 2006, 54 (1): 5–72. Bibcode:2006ForPh..54....5M. S2CID 98007313. arXiv:hep-th/0509137 . doi:10.1002/prop.200510256.
- Musser, G. . Alpha Books（英语：Alpha Books）. 2008. ISBN 978-1-59257-702-6.
- Smolin, L. . Houghton Mifflin（英语：Houghton Mifflin）. 2006. ISBN 978-0-618-55105-7.
- Woit, P. . Basic Books. 2006. ISBN 978-0-465-09275-8.